# Biblioteca

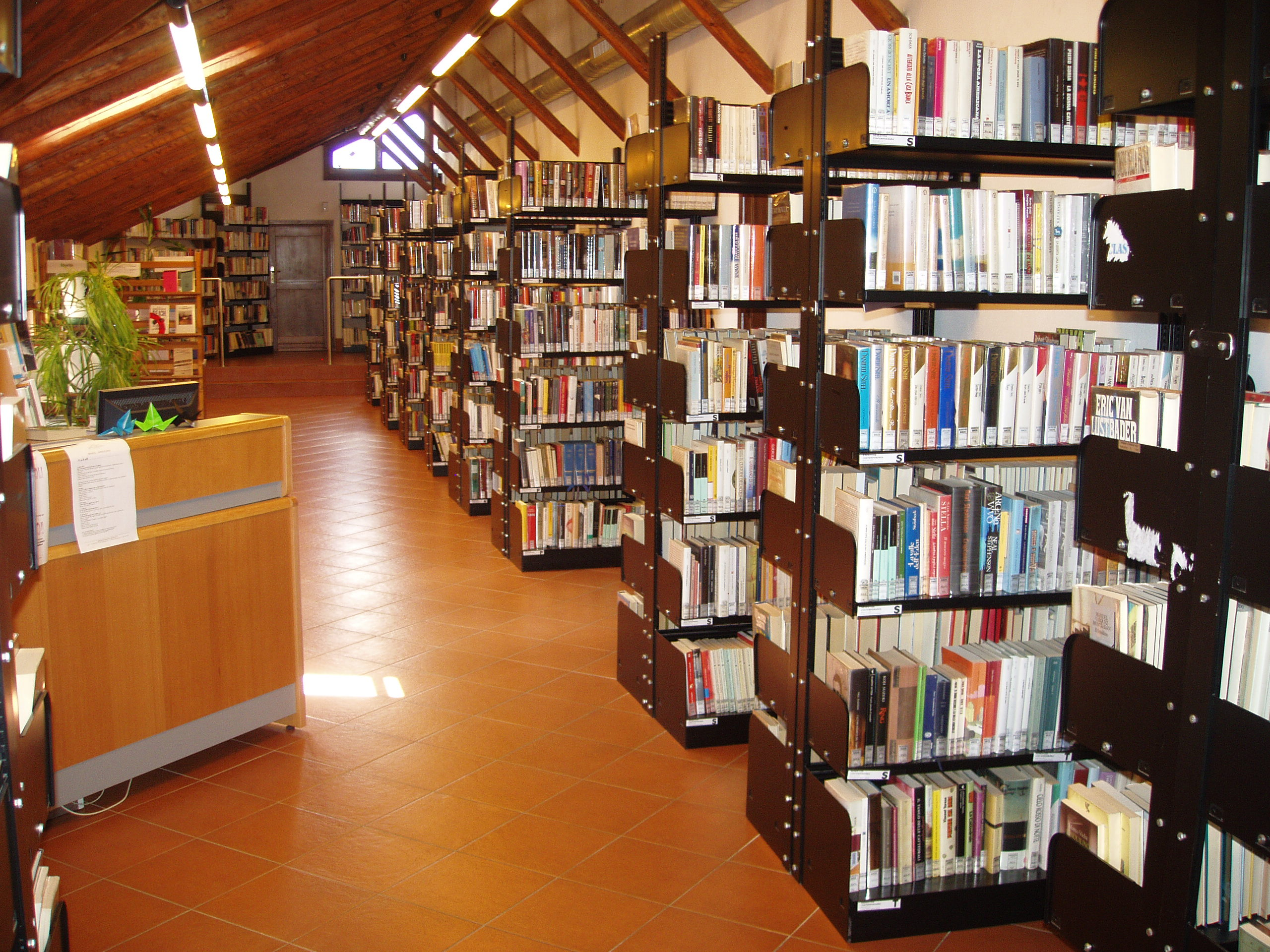
Interior de una biblioteca.

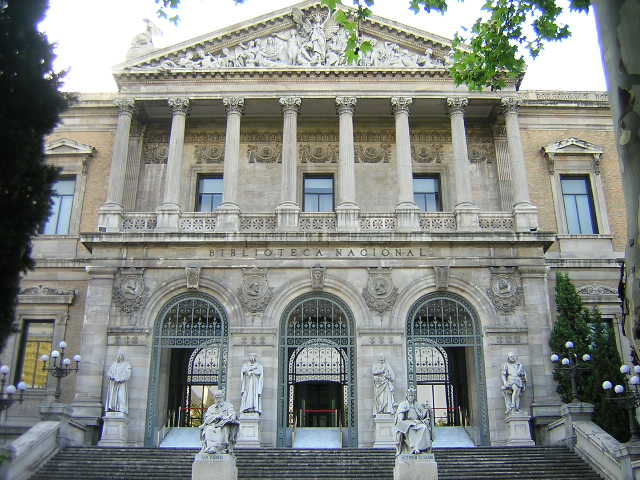
Biblioteca Nacional de España - Madrid, España.

Una biblioteca puede definirse, desde un punto de vista estrictamente etimológico, como el lugar donde se guardan libros. Sin embargo, en la actualidad esta concepción se ha visto superada para pasar a referirse tanto a las colecciones bibliográficas y audiovisuales como a las instituciones que las crean y las ponen en servicio para satisfacer las necesidades de los usuarios. Desde el 24 de octubre de 1997 se celebra, ese día, como el Día Internacional de la Biblioteca.

## Etimología
La palabra biblioteca proviene del latín bibliothēca, que a su vez deriva del griego βιβλιοθήκη (bibliothēke), la cual está compuesta por βιβλίον ('biblíon', 'libro') y θήκη ('théke', 'armario, caja'); es decir se refería al lugar donde se guardaban los libros. Inicialmente, estos libros eran rollos de papiro, ya que era el formato librario más común entonces. En el mundo grecolatino se denominaba codex.

## Definiciones

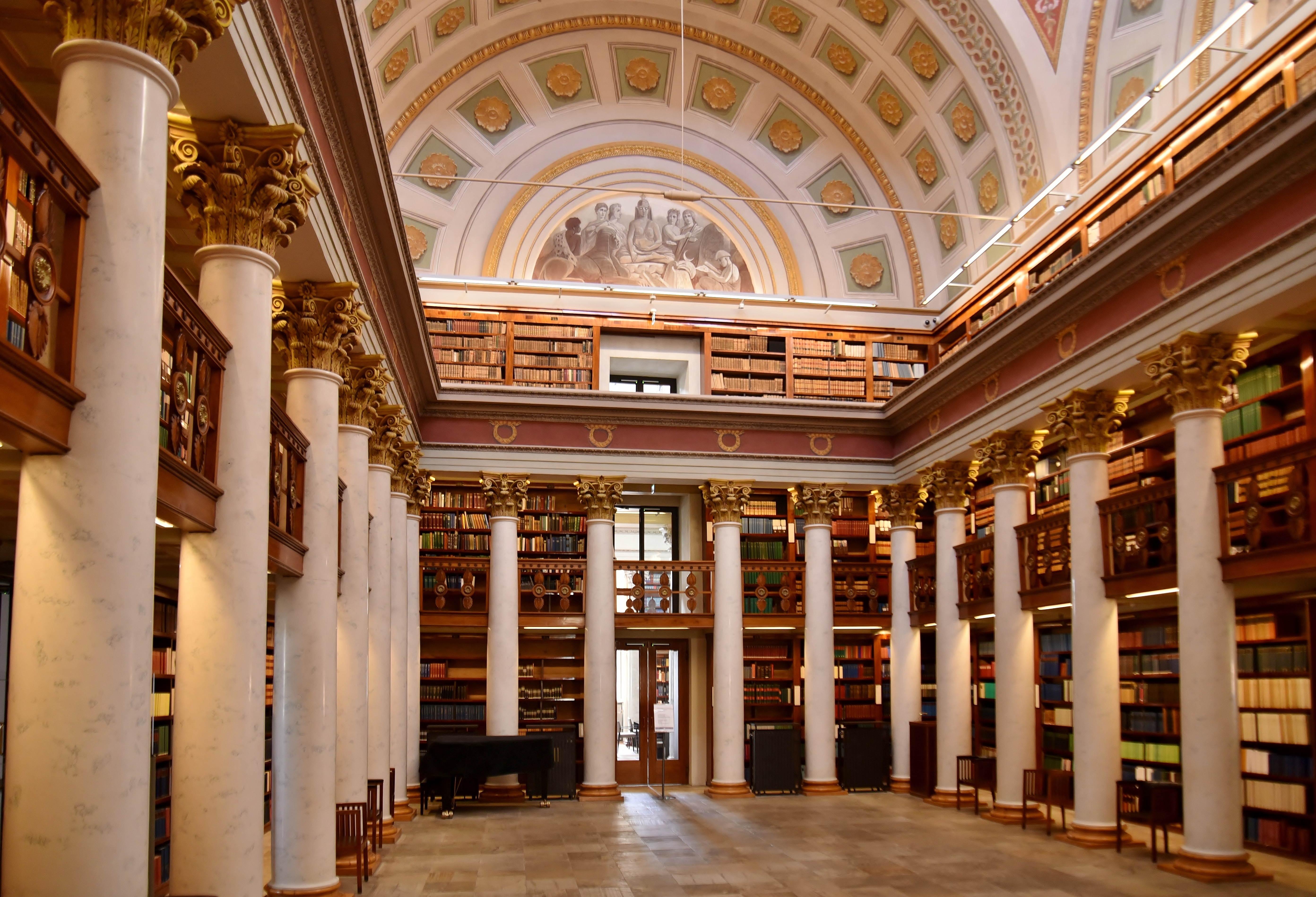
Interior de la Biblioteca Nacional de Finlandia, que forma parte de la Universidad de Helsinki.

Según la norma UNE 50113-1:1992 (anulada por UNE-ISO 5127:2010 en 2010-02-03 y vigente hasta 2018-07-05, actualmente ISO 5127:2017) sobre conceptos básicos de información y documentación, el término biblioteca puede definirse en dos sentidos:
1. Cualquier colección organizada de libros y publicaciones en serie impresos u otros tipos de documentos gráficos o audiovisuales disponibles para el préstamo o consulta.
2. Organismo, o parte de él, cuya principal función consiste en construir bibliotecas, mantenerlas, actualizarlas y facilitar el uso de los documentos que precisen los usuarios para satisfacer sus necesidades de información, investigación, educativas o de esparcimiento, contando para ello con un personal especializado.

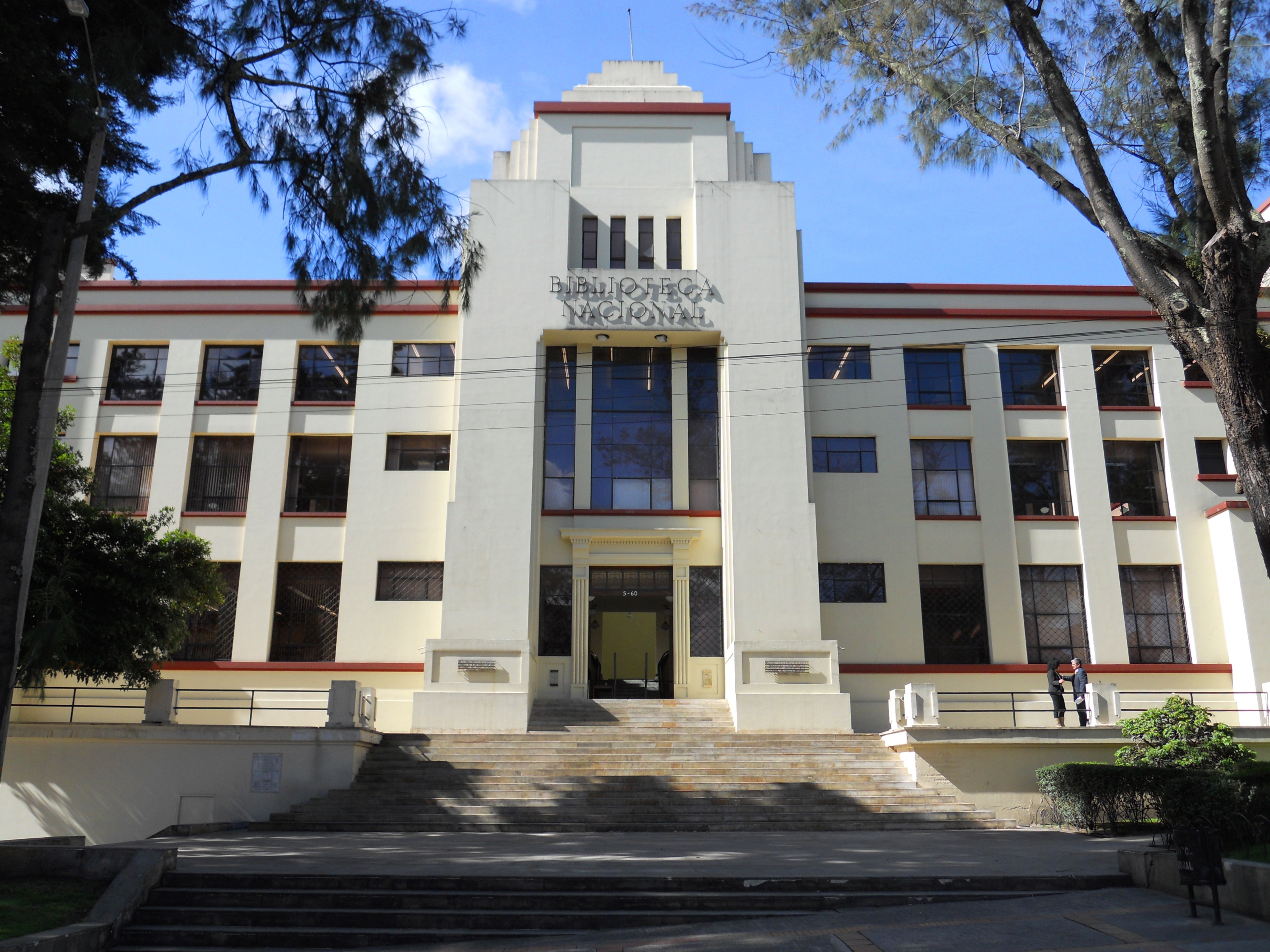
Biblioteca Nacional de Colombia, Bogotá.

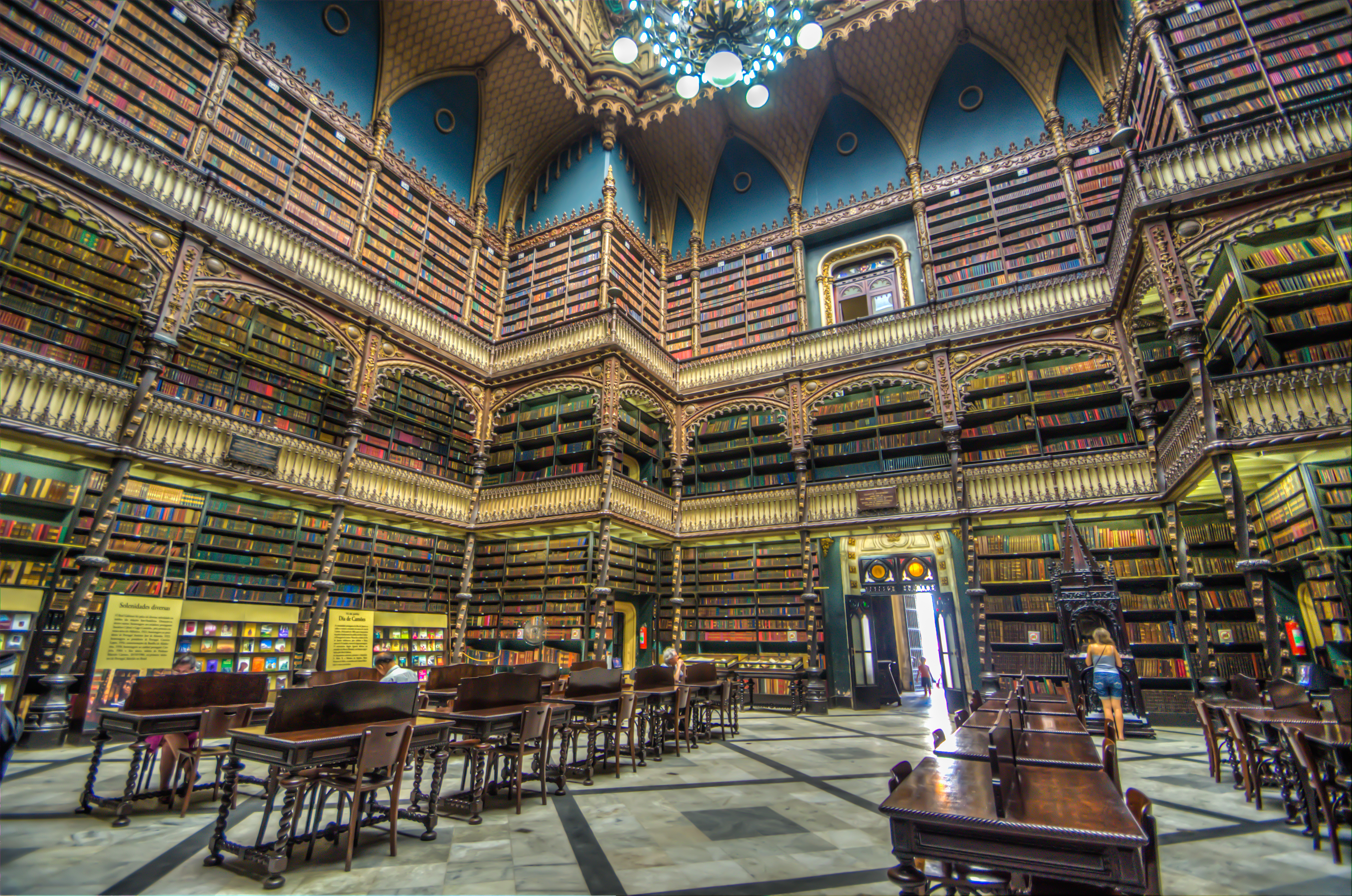
Sala principal del Real Gabinete Portugués de Lectura de Río de Janeiro.

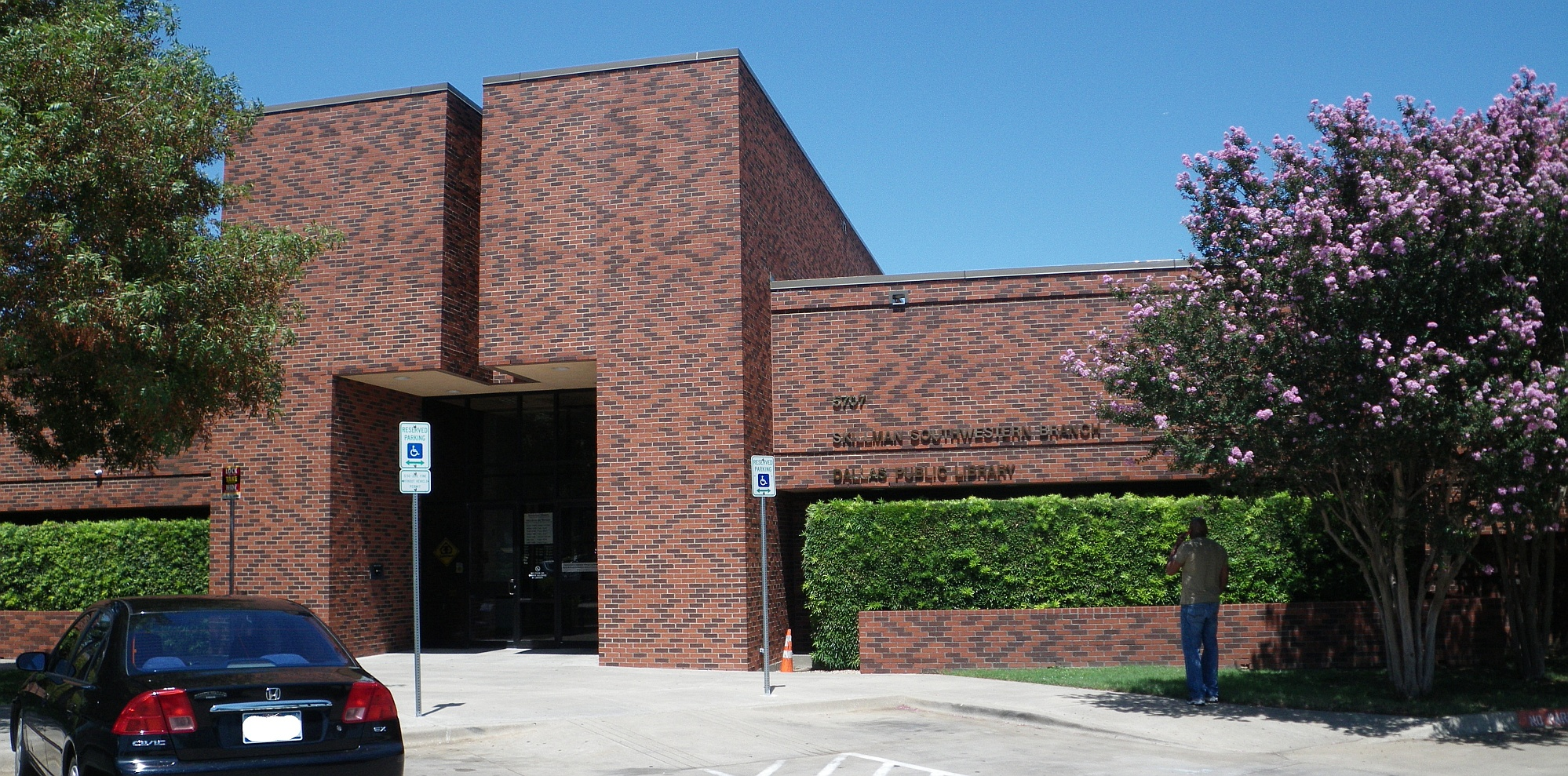
La Sucursal Skillman Southwestern de la Biblioteca Pública de Dallas en Dallas, Texas

Según la ALA (American Library Association) se define la biblioteca como una «Colección de material de información organizada para que pueda acceder a ella un grupo de usuarios. Tiene personal encargado de los servicios y programas relacionados con las necesidades de información de los lectores».
La norma ISO 2789-1991 (Norma UNE-EN ISO 2789) sobre estadísticas internacionales de bibliotecas la define como: «Organización o parte de ella cuya principal función consiste en mantener una colección y facilitar, mediante los servicios del personal, el uso de los documentos necesarios para satisfacer las necesidades de información, de investigación, de educación y ocio de sus lectores».
Manuel Carrión la define en su Manual de Bibliotecas como «Una colección de libros debidamente organizada para su uso». Hay que aclarar que Carrión toma el término libro en un sentido amplio como sinónimo de documento, esto es, como soporte de información destinado a ser leído, y que contiene una parte del conocimiento social. Esta última precisión excluye a los documentos de archivo, que han sido generados por una persona física o jurídica en el ejercicio de sus funciones y no pertenecen al conocimiento social.
En todas las definiciones distinguimos tres elementos fundamentales: colección, organización y uso. A estos tres elementos acompaña un cuarto factor, el personal encargado de su gestión y que es pieza clave del conjunto.
Cuando hablamos de colección, nos referimos a una realidad heterogénea y en constante evolución. Durante muchos siglos se limitó a los libros en principio manuscritos, luego impresos. Posteriormente se incorporaron las publicaciones periódicas y otros impresos. Luego material cartográfico, música impresa, elementos gráficos, audiovisuales, microfichas, etc. En un paso siguiente se incorporaron los ficheros electrónicos en soportes físicos almacenados en la biblioteca, y hoy día, gracias al desarrollo de las telecomunicaciones e Internet, las bibliotecas empiezan a tener acceso a documentos que nunca poseerán físicamente, pues se hallan albergados en servidores remotos, a veces en otros continentes. Ello ha dado origen a la aparición del concepto de biblioteca digital.
Siguiendo al profesor García Gutiérrez, la organización se refiere a la aplicación de un conjunto de técnicas normalizadas (análisis documental), basadas en unos conocimientos científicos, a un conjunto documental con el objeto de hacerlo más controlable y utilizable en su posterior recuperación. 
El uso se identifica con la satisfacción de las necesidades de los usuarios, esto es, la obtención del documento o de la información demandada. 
De los tres elementos mencionados, la moderna Biblioteconomía hace especial énfasis en el uso, esto es, en los usuarios, por ser la razón de ser de las bibliotecas, ya que los otros dos factores, la colección y su organización, existen en función de la satisfacción de sus necesidades informativas. En este sentido observamos cómo, a través de los tiempos, el foco de atención ha pasado progresivamente de la colección y su conservación, a su organización y luego al uso de la misma. 
El encargado de realizar estos procedimientos es el Bibliotecólogo, organiza el material de la biblioteca asistiendo a todo tipo de usuarios en la demanda de información. Desde sus comienzos los bibliotecarios fueron cambiando su rol, pasaron de ser simples custodios de libros a profesionales capacitados para organizar los documentos de una biblioteca en cualquier formato.
En 1931 el gran bibliotecario indio Ranganathan formuló sus cinco leyes, que resumen a la perfección el espíritu de la moderna Biblioteconomía:
1. Los libros están para usarse.
2. A cada lector su libro.
3. A cada libro su lector.
4. Hay que ahorrar tiempo al lector.
5. La biblioteca es un organismo en crecimiento.

## Historia
Las bibliotecas son una realidad consolidada a lo largo de más de cuatro mil años de historia, que discurre paralela a la de la escritura y el libro.

### Antigüedad

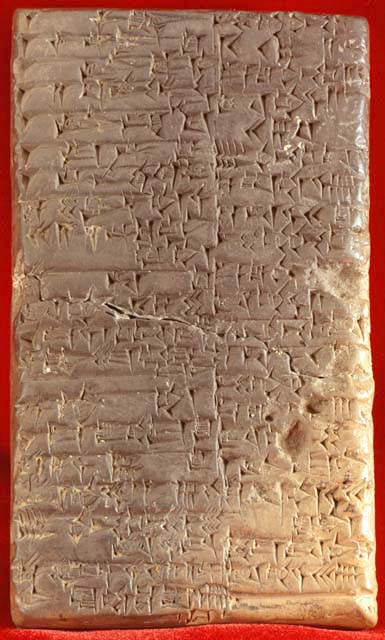
Tablilla cuneiforme de la colección Kirkor Minassian, Biblioteca del Congreso de Estados Unidos, EE. UU. ca. 2400 a. C.

En sus orígenes tuvieron una naturaleza más propia de lo que hoy se considera un archivo que de una biblioteca. Nacieron en los templos de las ciudades mesopotámicas, donde tuvieron en principio una función conservadora, de registro de hechos ligados a la actividad religiosa, política, económica y administrativa, al servicio de una casta de escribas y sacerdotes. Los documentos se escribían en escritura cuneiforme en tablillas de barro, un soporte basto y pesado, pero que ha garantizado su conservación. Destacaron especialmente las bibliotecas-archivo de Mari, Lagash y Ebla, así como la del rey asirio Asurbanipal.
En el Antiguo Egipto existieron dos clases de instituciones: Casas de los Libros, que hacían las veces de archivos para la documentación administrativa, y Casas de la Vida, que eran centros de estudios para los escribas y que poseyeron colecciones de las que se podían hacer copias. La escritura, en sus diversas formas, jeroglífica, hierática o demótica, se recogía en rollos de papiro.
En la antigua Grecia el libro y las bibliotecas alcanzaron un gran desarrollo. Las bibliotecas adoptaron formas que pueden considerarse como antecedentes de las actuales. La escritura griega, derivada del alifato semítico, permitió generalizar en cierta forma el acceso a la lectura y al libro y que aparecieran, por primera vez, bibliotecas desvinculadas de los templos. El periodo helenístico fue el del nacimiento de grandes bibliotecas legendarias, como la Biblioteca de Alejandría o la de Biblioteca de Pérgamo, que se crearon con el propósito de reunir todo el conocimiento social de su tiempo y ponerlo a disposición de los eruditos. 
En Roma, deudora de la cultura griega, se empleó el mismo soporte escriptóreo, el rollo de papiro. Allí se fundó la primera biblioteca pública de la que hay constancia, por parte de Asinio Polión, y existieron grandes bibliotecas, como la Octaviana y Palatina, creadas por Augusto, y la Biblioteca Ulpia, del Emperador Trajano. Las bibliotecas romanas acostumbraban a tener una sección griega y otra romana. 

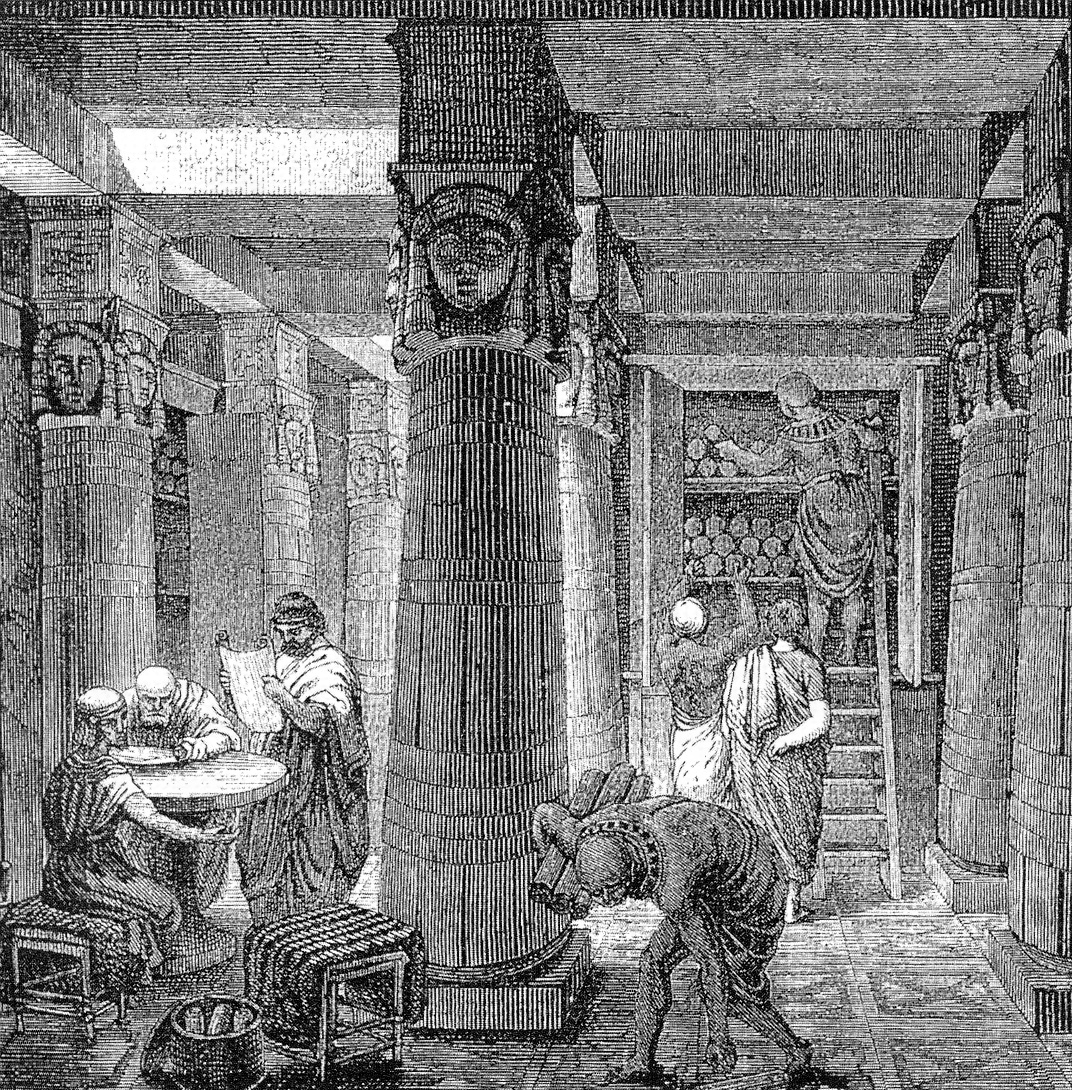
Imagen idealizada de la antigua Biblioteca de Alejandría.

Con el auge del cristianismo empieza a difundirse un nuevo formato, el códice de pergamino, y la lectura comienza a desplazarse de las instituciones paganas, en franca decadencia, a las de la naciente Iglesia cristiana.

### Edad Media
En los tiempos medievales, con las invasiones de los bárbaros y la caída del Imperio Romano de Occidente,  la cultura retrocede y se refugia en los monasterios y escritorios catedralicios, únicos lugares que albergan bibliotecas dignas de tal nombre. Son centros donde se custodia la cultura cristiana y los restos de la clásica, al servicio de la Religión. Bibliotecas de monasterios, como Saint Gall, Fulda, Reichenau, Monte Casino en Europa o Santo Domingo de Silos, San Millán de la Cogolla, Sahagún o Santa María de Ripoll en España, se convirtieron en los centros del saber de su tiempo.
A partir de la Baja Edad Media con la creación de las universidades primero y con la invención y difusión de la imprenta después, se crean las nuevas bibliotecas universitarias, al tiempo que el libro alcanza a nuevos sectores de la población. El Estudio General de Salamanca, antecedente de su Universidad, fue el primero en disponer de biblioteca para uso de los alumnos desde la fecha de su creación (1218).

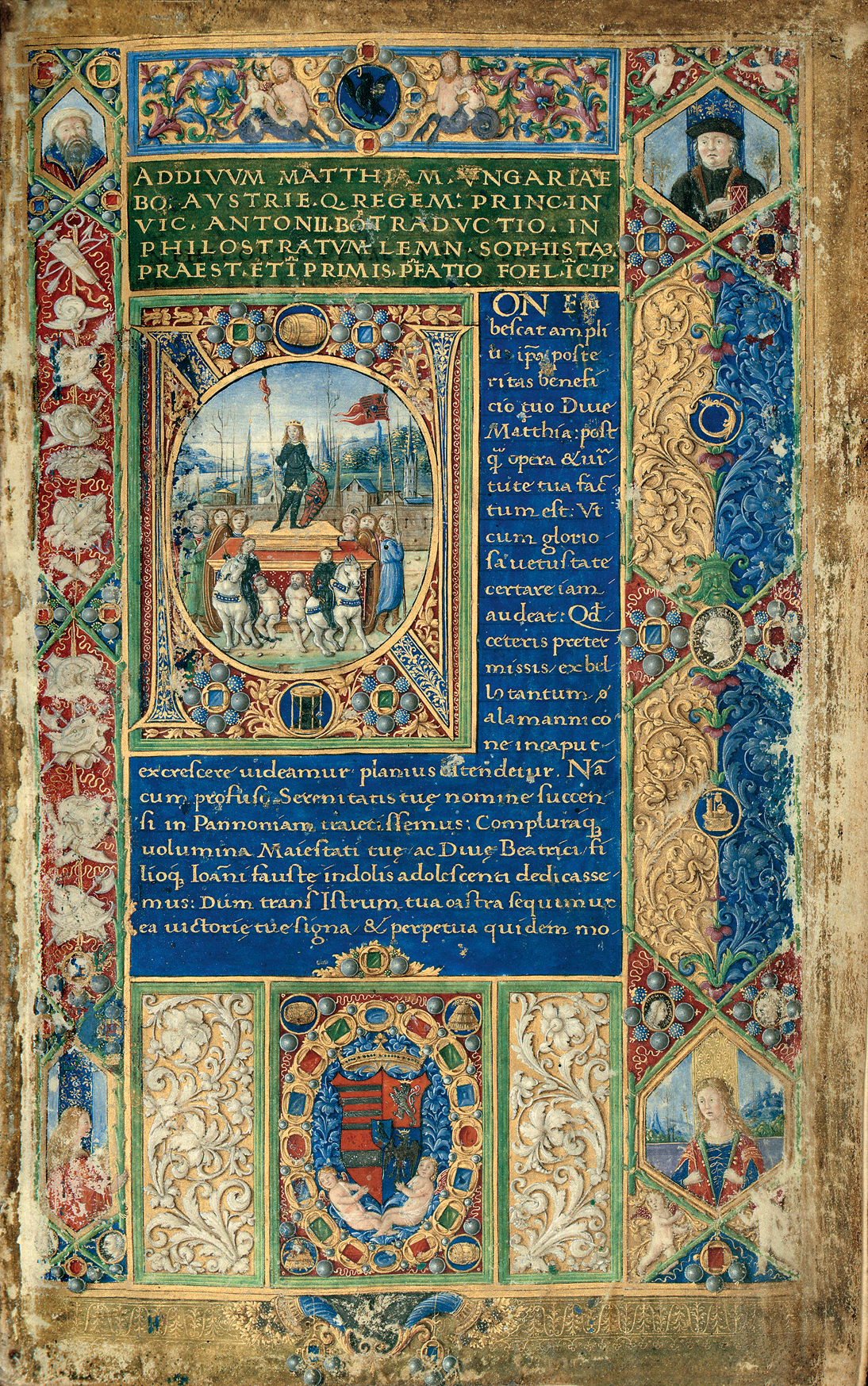
Códice sobreviviente de la destruida Bibliotheca Corvinniana de Hungría.

En Oriente, Bizancio actuó de nexo de unión con la cultura clásica, que sobrevivió de este modo, influyendo sobre el mundo árabe y eslavo y también sobre la atrasada Europa occidental. Aquí hubo grandes bibliotecas en monasterios y ciudades. El mundo árabe creó asimismo sus bibliotecas ligadas a las mezquitas y los centros de enseñanza coránica, madrasas. Aquí se crearon igualmente algunas de las mayores bibliotecas de su tiempo, como la del califa Al-Mamum en Bagdad o Abd-al-Rahman III y su hijo Al-Hakam II en Córdoba.
En la Edad Media tardía, durante la época del Renacimiento, el rey Matías Corvino de Hungría (1458-1490) fue mecenas de pintores, poetas, músicos, científicos y toda clase de intelectuales que provenían de todas las partes de Europa. En la década de 1460, fundó en su palacio en la ciudad de Buda la Bibliotheca Corvinniana, la cual contaba con más de 3000 libros, siendo considerada la más grande de su época después de la Biblioteca del Vaticano. Aunque la biblioteca fue destruida después de la invasión turca de 1526, muchos de los tomos sobrevivieron y se encuentran actualmente en los museos más importantes del mundo.

### Edad Moderna
El Renacimiento marcado por la invención de la imprenta, creación de Johannes Gutenberg, y las luchas derivadas de la Reforma protestante, vio surgir, gracias a los ideales humanistas, un nuevo modelo de biblioteca principesca. Esta corriente desembocará en la aparición de bibliotecas reales y de la alta nobleza, que merced a los nuevos valores se abren a un público de eruditos y estudiosos. Destacan en el siglo XVI la francesa de Fontainebleau o las creadas en Austria y Baviera. En España destacan la de Hernando de Colón, la de la Universidad Complutense y la de El Escorial, creada por Felipe II, modelo de las posteriores bibliotecas barrocas.

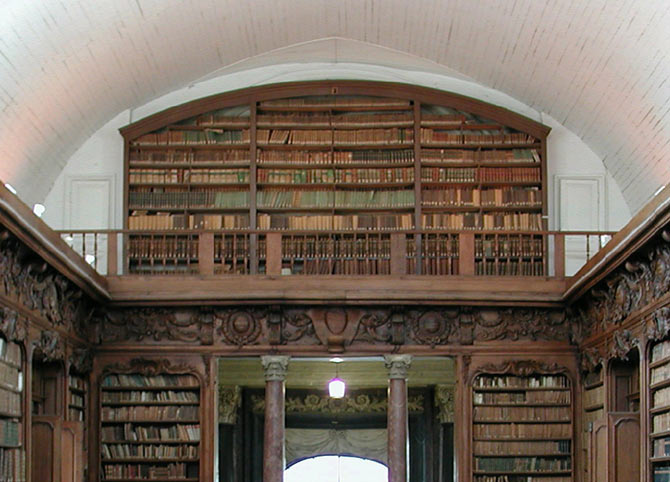
Vista de la Biblioteca de Alençon, Francia.

En el siglo XVII se fundan grandes bibliotecas eruditas, como la Bodleiana en Oxford, la Ambrosiana en Milán o la Mazarina en París, de la que fue bibliotecario Gabriel Naudé, autor de Advis pour dresser una bibliothequè, considerado como el Padre de la Bibliotecología (también conocida como Biblioteconomía).
Durante el siglo XVIII se crearon la Biblioteca del Museo Británico, antecesora de la British Library actual y la Biblioteca Real, germen de la Biblioteca Nacional de España. En esta centuria nacen la Biblioteca Braidense, en Milán, y la Real de Lisboa. También datan de este periodo las que serían, andando el tiempo, las bibliotecas universitarias de Yale, Harvard y Princeton.

### Edad Contemporánea

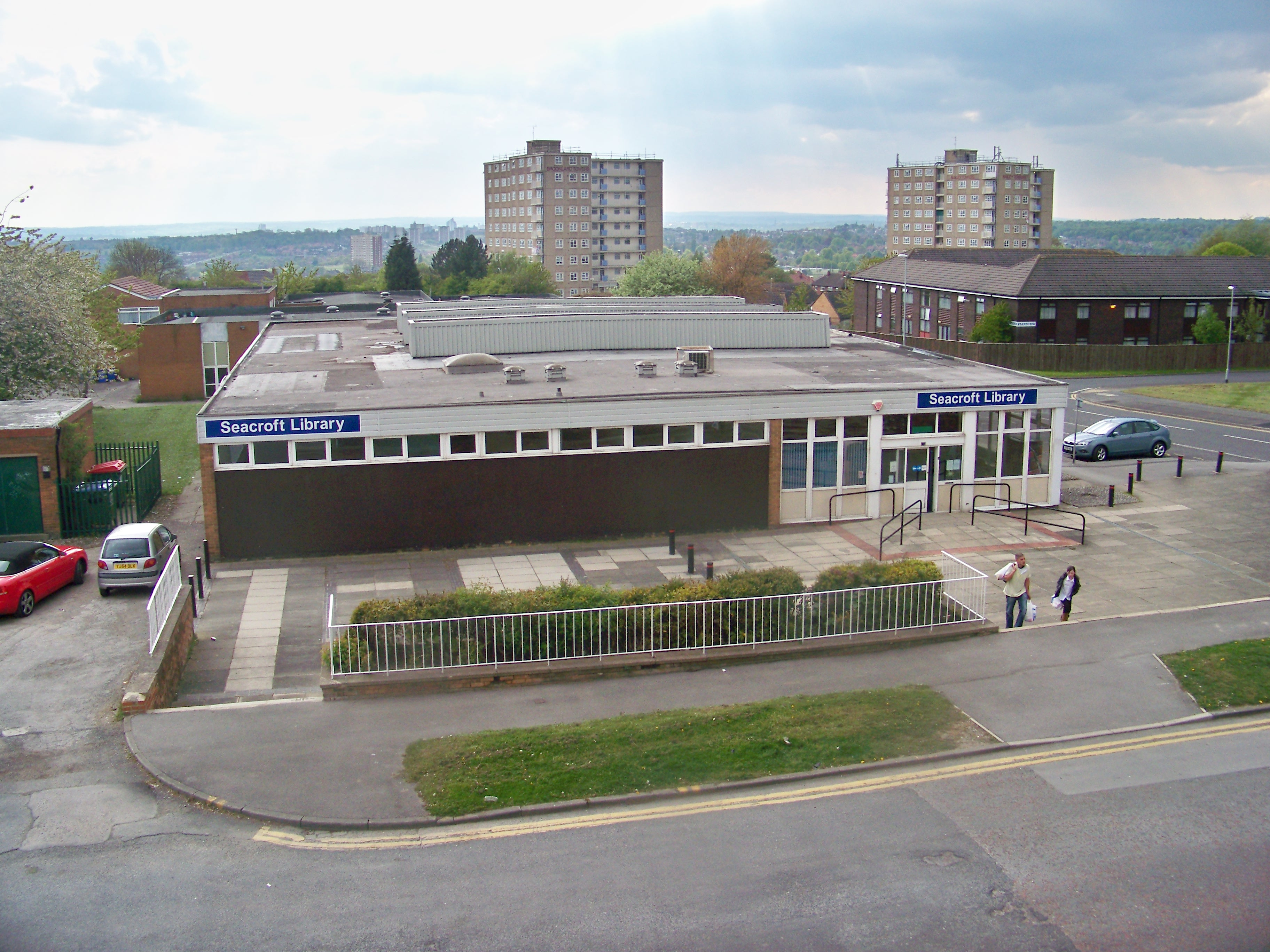
Biblioteca local, Seacroft, Leeds.

Las revoluciones francesa y americana promovieron el inicio de la extensión por Europa y América de nuevos principios democráticos y el nacimiento de una verdadera voluntad de hacer accesible la cultura y la educación para todos. En el mundo de las bibliotecas, esto supuso el nacimiento de una fiebre desamortizadora que se extendió por todo el continente y que transfirió a la sociedad un inmenso tesoro bibliográfico procedente de las instituciones del Antiguo Régimen, singularmente la Iglesia católica. Pese a todo, este deseo de acercar la cultura a toda la sociedad no consiguió hacerse realidad hasta mediados del siglo XIX, con la aparición en el mundo anglosajón de la biblioteca pública (public library).
Paulatinamente se fue consolidando la idea de que todos los seres humanos tienen derecho al libre acceso a la información. Sin embargo, siguiendo a Carrión, se puede afirmar que ante este hecho se establecieron tres corrientes que han determinado el pensamiento bibliotecario del siglo XX:
1. La concepción europea continental, fuertemente marcada por el peso de los fondos antiguos y con una gran vocación conservadora y bibliófila, que ve a las bibliotecas de investigación como las auténticas bibliotecas. Asigna a la biblioteca pública una misión educativa.
2. La concepción anglosajona, muy influenciada por ideas como el libre acceso a la información, el deseo de lograr su máxima difusión, una muy activa cooperación interbibliotecaria y la extensión bibliotecaria.
3. La concepción socialista, que ve en la biblioteca un instrumento esencial en la educación pero también de propaganda y de control ideológico de la sociedad.

Con la caída del muro de Berlín en 1989, el modelo socialista entra en crisis y en la actualidad prácticamente ha desaparecido, salvo algunas excepciones, intentando adaptarse a los nuevos valores democráticos y a los continuos recortes presupuestarios. El modelo anglosajón se ha extendido por todo el mundo durante la segunda mitad del siglo XX y ha influido fuertemente en la Biblioteconomía actual, especialmente gracias a las doctrinas de la IFLA y de la Unesco, con programas como la UAP (Universal Availability of Publications), UBC (Universal Bibliografic Control), PAC (Preservation and Conservation) o UDT (Universal Dataflow and Telecommunications). La concepción continental pervive todavía, ejerciendo una gran influencia sobre las bibliotecas nacionales y en el fondo sobre muchas bibliotecas de investigación y de carácter superior. Además ha influido aportando su carácter educativo a la biblioteca.
A finales del siglo XX aparecen las bibliotecas digitales. Con el desarrollo de los lectores digitales surgen los libros «electrónicos» y con ellos las bibliotecas digitales y electrónicas.

## Tipología bibliotecaria
Las bibliotecas se pueden clasificar atendiendo a varios criterios (usuarios, acceso, ámbito geográfico, etc.). Las clasificaciones más utilizadas son las que proponen la Unesco y la IFLA (Federación Internacional de Asociaciones de Bibliotecarios y Bibliotecas):

### Clasificación UNESCO

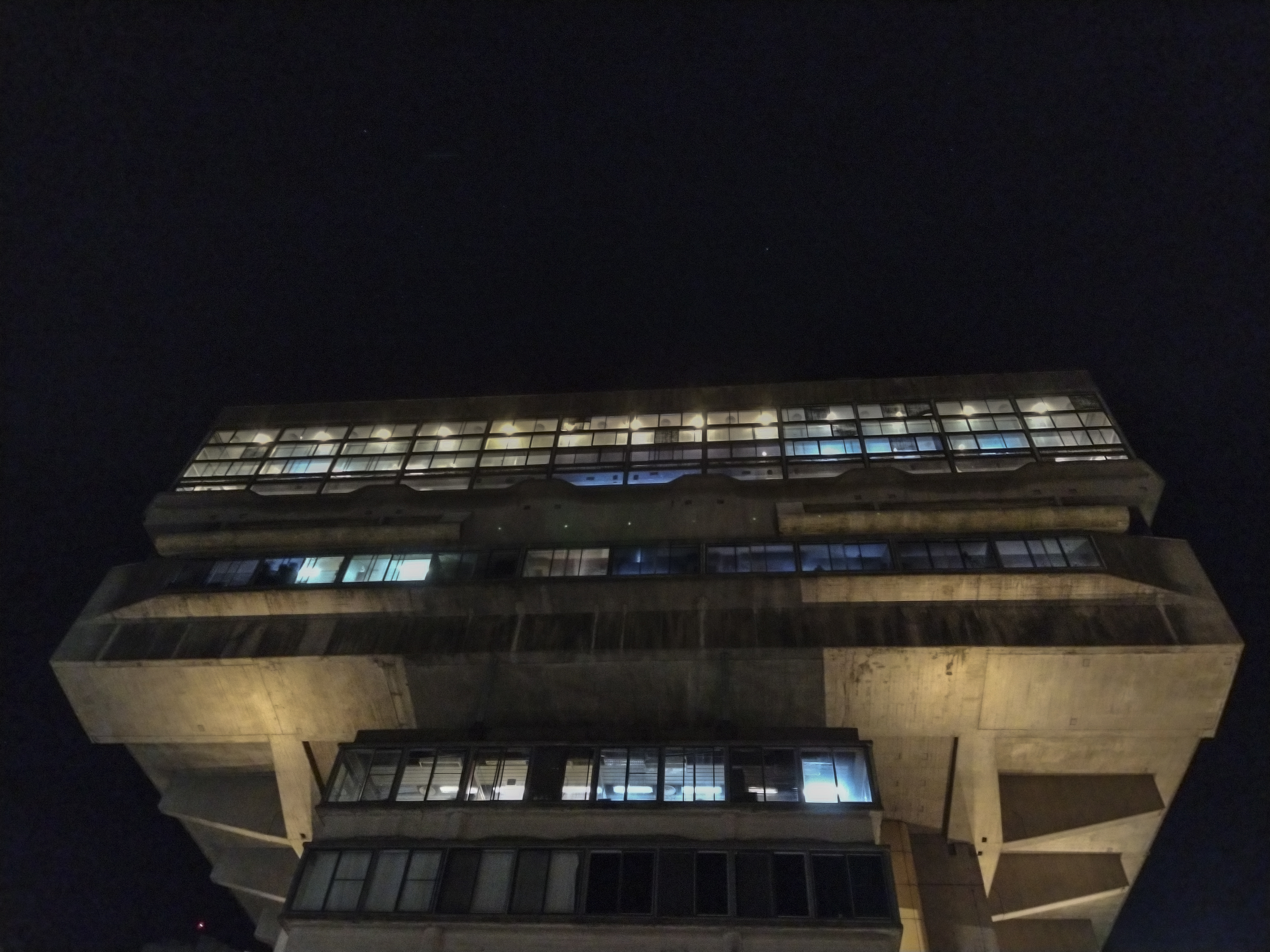
Biblioteca Nacional "Mariano Moreno" (Argentina)

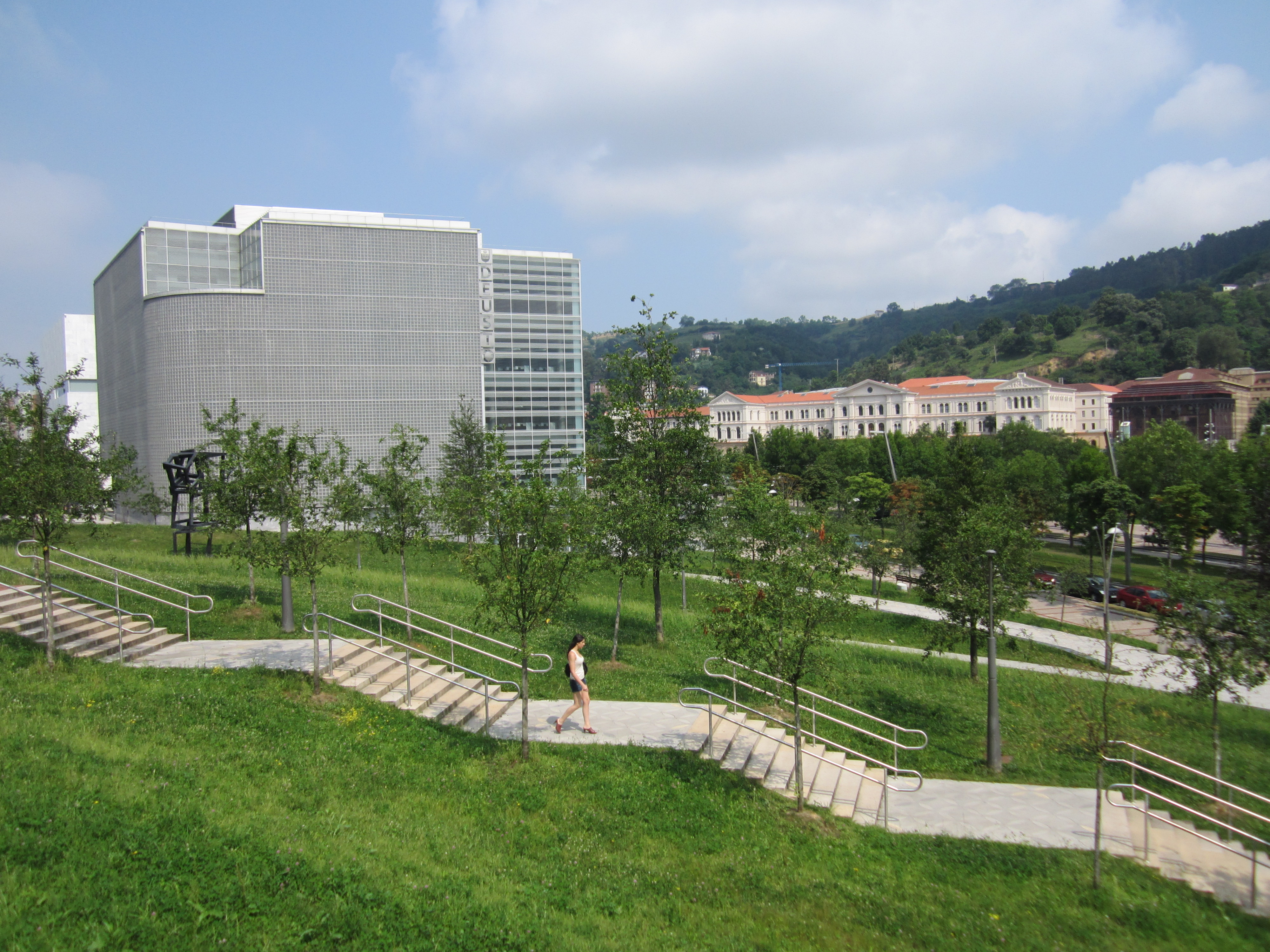
Biblioteca de la Universidad de Deusto, Bilbao, España.

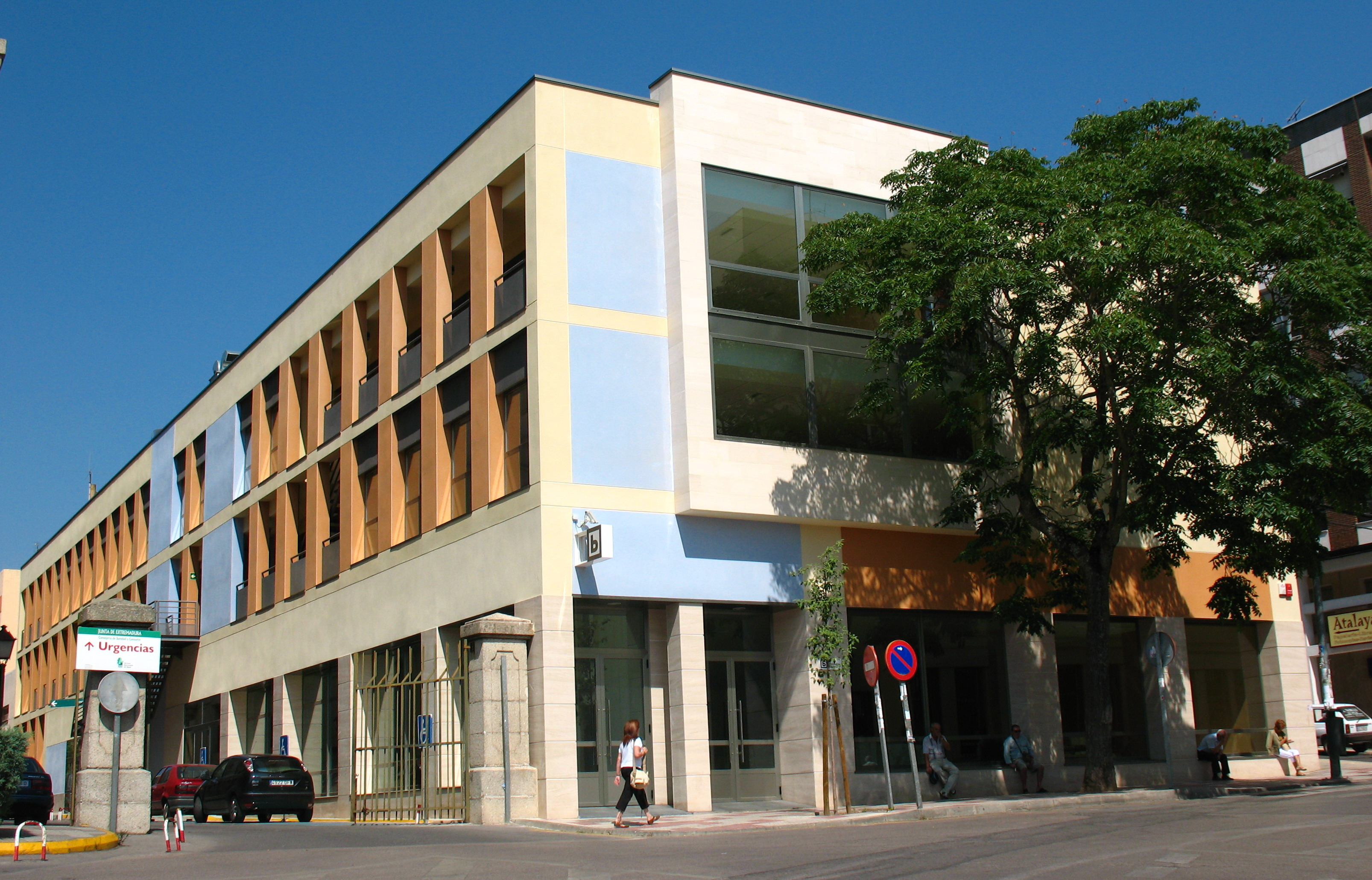
Biblioteca pública de Cáceres, Cáceres, España.

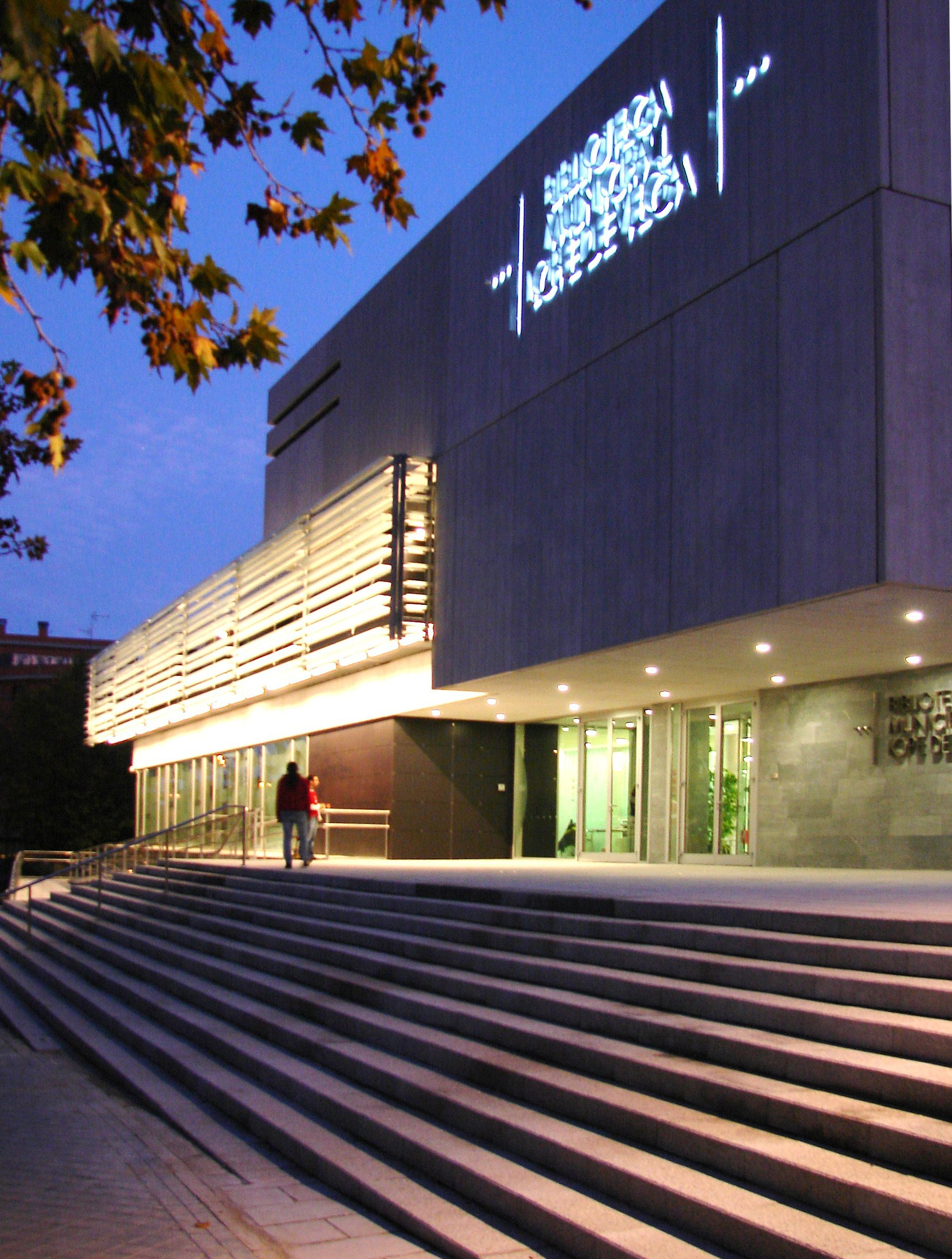
Biblioteca Lope de Vega de Tres Cantos.

Bibliotecas NacionalesLas denominadas «bibliotecas nacionales» representan la cabecera del sistema de los estados. Están financiadas con fondos públicos y cumplen una doble finalidad: proporcionar material bibliográfico de investigación para cualquier disciplina, y conservar y difundir el patrimonio cultural (referente a información registrada a lo largo del tiempo) de cada país. En general, cada Estado tiene una biblioteca que es considerada «nacional» y cuyos objetivos son los antes reseñados. Por solo citar algunos casos paradigmáticos, sirvan como ejemplos la Biblioteca del Congreso de Estados Unidos, la Biblioteca Británica, la Biblioteca Nacional de España, la Biblioteca Nacional de Francia, la Biblioteca Nacional de Argentina, la Biblioteca Nacional de México, la Biblioteca Nacional de Chile, la Biblioteca Nacional de Colombia y la Biblioteca Nacional de Venezuela.
Bibliotecas universitariasSon las bibliotecas de las facultades, escuelas y demás unidades académicas de las universidades y centros de enseñanza superior. Difieren de las bibliotecas de investigación. Están al servicio de sus estudiantes y tienen que apoyar los programas educativos y de investigación de las instituciones en que se encuentran integradas, de las que obtienen, por regla general, su financiación. De acuerdo con el Consejo Nacional para Asuntos Bibliotecarios de las IES, este tipo de bibliotecas brindan soporte a no solo a los programas académicos sino a las líneas de investigación, promueven la generación del conocimiento como base del aprendizaje a lo largo de toda la vida.
Otras bibliotecas importantes no especializadasDe carácter científico y erudito, ni universitarias ni nacionales. Ej: Bibliotecas regionales.
Bibliotecas escolaresEstas complementan los programas de las instituciones a las que pertenecen, aunque también disponen de libros no académicos para fomentar el hábito de la lectura. Muchas cuentan con distintos medios audiovisuales y electrónicos. Su financiación procede de las instituciones escolares en las que están integradas. La biblioteca escolar ofrece servicios de aprendizaje, libros y otros recursos, a todos los miembros de la comunidad escolar para que desarrollen el pensamiento crítico y utilicen de manera eficaz la información en cualquier soporte y formato. Las bibliotecas escolares están interrelacionadas con la amplia red de bibliotecas y de información de acuerdo con las principios del Manifesto de la UNESCO sobre la biblioteca pública.
Bibliotecas especializadasLas bibliotecas especializadas están diseñadas para responder a unas necesidades profesionales concretas. Por ello, suelen depender de empresas, sociedades, organizaciones e instituciones específicas, que proporcionan a sus empleados y clientes estos servicios durante su trabajo. La formación del personal de una biblioteca especializada incluye conocimientos tanto de la materia que cubren sus fondos como de biblioteconomía. En Alcobendas, dentro de la Fundación Pedro Ferrándiz, se encuentra la biblioteca Samaranch donde se ubica la mayor del mundo en temas baloncestísticos.
Bibliotecas públicasLas bibliotecas públicas pretenden responder a la amplia gama de necesidades que pueden demandar sus usuarios. Además de obras literarias clásicas, sus fondos pueden estar integrados por textos que proporcionan información sobre servicios sociales, obras de referencia, discos, películas y libros recreativos. Muchas de ellas patrocinan y organizan actos culturales complementarios, tales como conferencias, debates, representaciones teatrales, conciertos musicales, proyecciones cinematográficas y exposiciones artísticas. En este sentido, deben ser mencionados los servicios infantiles, sección característica de las bibliotecas públicas que promueve sesiones literarias, procura la existencia de una pequeña biblioteca infantil y, en ocasiones, hasta dispone de dependencias con juguetes. Dado que el objetivo de las bibliotecas públicas es satisfacer las necesidades del mayor número posible de ciudadanos, también suelen contar con máquinas de lectura y audición, así como con libros impresos en formatos especiales (por ejemplo con el sistema Braille) para personas que padecen problemas de visión. La financiación de estas bibliotecas procede de los poderes públicos locales.
Algunas de las nuevas fórmulas de bibliotecas infantiles son el bibliobús y las bebetecas. El bibliobús es una biblioteca móvil que se desplaza periódicamente por diferentes barrios de la ciudad, ofreciendo los servicios bibliotecarios a niños, jóvenes y adultos.
Su objetivo es facilitar el acceso a la información, la cultura y el tiempo libre a todos los ciudadanos, sobre todo aquellos que por vivir en núcleos pequeños o dispersos carecen de una biblioteca estable. Las bebetecas se definen como un servicio de atención especial para la pequeña infancia (de 0 a 6 años) que incluye, además de un espacio y un fondo de libros escogidos para satisfacer las necesidades de los más pequeños y de sus padres, el préstamo de estos libros, charlas periódicas sobre su uso y sobre los cuentos, asesoramiento y una atención constante por parte de los profesionales de la biblioteca hacia los usuarios.

### Clasificación

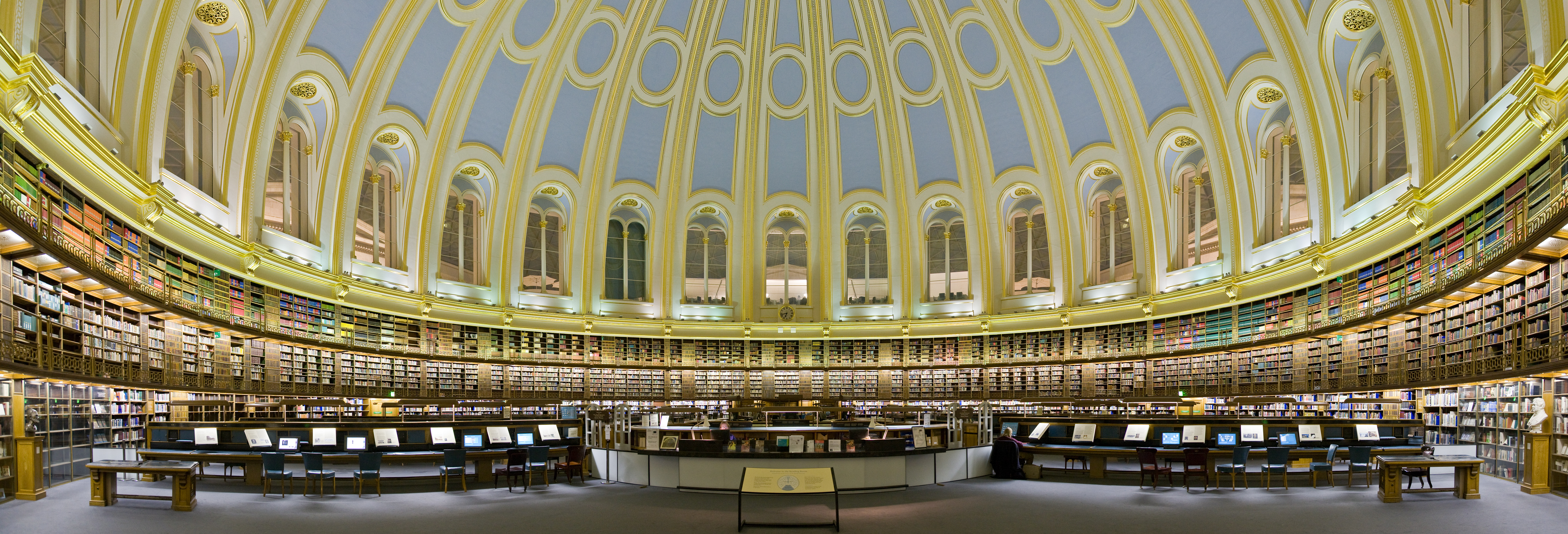
Vista panorámica de la antigua sala de lectura-British Library, Londres.

1. División I: Bibliotecas generales de investigación
  1. Bibliotecas nacionales.
  2. Bibliotecas universitarias y otras bibliotecas generales de investigación.
  3. Bibliotecas y servicios de información para parlamentarios.
2. División II: Bibliotecas especializadas.
  1. Bibliotecas gubernamentales.
  2. Bibliotecas de Ciencias Sociales.
  3. Bibliotecas de Geografía y Mapas.
  4. Bibliotecas de Ciencia y Tecnología.
  5. Bibliotecas de Ciencias Biomédicas y de la Salud.
  6. Bibliotecas de Arte.
  7. Bibliotecas de Genealogía e Historia Local
3. División III: Bibliotecas que atienden al gran público.
  1. Bibliotecas públicas.
  2. Bibliotecas para discapacitados.
  3. Bibliotecas para niños y adolescentes.
  4. Bibliotecas escolares y centros de recursos.
  5. Bibliotecas para ciegos.
  6. Servicios bibliotecarios para poblaciones multiculturales.
  7. Bibliotecas metropolitanas.
  8. Bibliotecas móviles.

## Citas
La bibliothèque est le lieu de l'exercice public de la raison.
La biblioteca es el lugar del ejercicio público de la razón.
Gabriel Naudé en Advis pour dresser une bibliothèque